# Aladár (Gradina)
Aladár (horvátul: Vladimirovac, 1931 és 1991 között Sokolac Podravski) falu Horvátországban Verőce-Drávamente megyében. Közigazgatásilag Gradinához tartozik.

## Fekvése
Verőce központjától légvonalban 15, közúton 21 km-re északkeletre, községközpontjától légvonalban 5, közúton 7 km-re keletre, Nyugat-Szlavóniában, a Drávamenti-síkságon, Berzőce és Budakóc között fekszik.

## Története
A település a 19. század közepén Čisti jarek-puszta néven mezőgazdasági majorként keletkezett a Berzőcéről Budakócra menő út mellett. Később horvátul Aladarek, magyarul pedig Aladár-pusztaként, majd Aladárként volt ismert. Lakosságát 1869-ben számlálták meg először önállóan. A 20. század elején a településen magyar tannyelvű Julián-iskola, mellette pedig népkönyvtár és ifjúsági könyvtár is működött. Az intézmény igazgató tanítója Dávid Géza, osztálytanítója pedig Huszár Dezső volt.
A településnek 1869-ben 80, 1910-ben 253 lakosa volt. 1910-ben a népszámlálás adatai szerint lakosságának 96%-a magyar anyanyelvű volt. Az I. világháború után 1918-ban az új szerb-horvát-szlovén állam, majd később (1929-ben) Jugoszlávia része lett. A magyar lakosság helyére szerbek települtek be. A települést 1931-ben Sokolac Podravskira nevezték át. 1991-ben visszakapta a korábbi Vladimirovac nevet. 1991-ben 166 főnyi lakosságának 98%-a szerb nemzetiségű volt. 2011-ben falunak 62 lakosa volt.

## Lakossága
| Lakosság változása | Lakosság változása | Lakosság változása | Lakosság változása | Lakosság változása | Lakosság változása | Lakosság változása | Lakosság változása | Lakosság változása | Lakosság változása | Lakosság változása | Lakosság változása | Lakosság változása | Lakosság változása | Lakosság változása | Lakosság változása |
| ------------------ | ------------------ | ------------------ | ------------------ | ------------------ | ------------------ | ------------------ | ------------------ | ------------------ | ------------------ | ------------------ | ------------------ | ------------------ | ------------------ | ------------------ | ------------------ |
| 1857               | 1869               | 1880               | 1890               | 1900               | 1910               | 1921               | 1931               | 1948               | 1953               | 1961               | 1971               | 1981               | 1991               | 2001               | 2011               |
| 0                  | 80                 | 132                | 226                | 222                | 253                | 267                | 447                | 508                | 504                | 488                | 341                | 226                | 166                | 89                 | 62                 |

(1921-ig településrészként.)